# Partito della Virtù
Il Partito della Virtù in turco Fazilet Partisi() è stato un partito islamista fondato nel dicembre 1997 in Turchia. I fondatori del Partito della Virtù erano stati in larga misura membri dei precedentemente disciolti Partito dell'Ordine Nazionale (1970-1971), Partito della Salvezza Nazionale (1972-1981) e del Partito del Benessere (1983-1998).
Il partito fu dichiarato incostituzionale dalla Corte Costituzionale turca e sciolto nel giugno 2001 sotto l'accusa di violare gli articoli della Costituzione che sanciscono la laicità dello Stato. In seguito allo scioglimento, i parlamentari del partito della Virtù hanno dato vita a due diversi partiti: il riformista Partito della Giustizia e dello Sviluppo e il tradizionalista Partito della Felicità.

## Storia
Il Partito della Virtù venne fondato dopo lo scioglimento del Partito del Benessere in seguito al memorandum pronunciato dall'esercito turco nel 1997. Il nuovo soggetto politico venne costituito da confidenti di Necmettin Erbakan, esiliato dalla politica dopo il memorandum, e vi confluirono gran parte dei membri e degli organi del Partito del Benessere.
Malgrado Erbakan fosse stato bandito dalla vita politica, egli manteneva una forte influenza nelle decisioni e nelle dinamiche interne del partito, in particolare attraverso la figura di Recai Kutan, suo stretto confidente e segretario. Gli organi del nuovo soggetto politico convergevano sulla necessità di rinnovare l'immagine del movimento, favorendone una più moderata e compatibile con i principi secolari dello stato turco e con la democrazia. La precedente enfatizzazione dell'interventismo statale venne notevolmente ridimensionata in favore delle privatizzazioni e del liberismo economico, mentre i riferimenti alla religione islamica, seppur presenti nella retorica del partito, venivano affiancati all'impegno per una società più pluralistica.
Malgrado a dirigere il partito fosse Recai Kutan, una delle principali figure di riferimento, specie tra i giovani membri di classe media, divenne Recep Tayyip Erdoğan, già sindaco di Istanbul. La polarizzazione rafforzò la formazione di due correnti: la fazione tradizionalista rimaneva maggiormente fedele alla retorica islamista e agli ideali del Millî Görüş di Necmettin Erbakan, mentre la corrente riformista, guidata da Abdullah Gül e da Recep Tayyip Erdoğan, era fortemente critica verso la struttura centralizzata del partito, e coltivava uno sguardo favorevole all'adesione della Turchia all'Unione europea e al liberismo economico, oltre a ridurre l'enfasi sull'identità islamica che aveva contraddistinto il Partito del Benessere. Abdullah Gül sfidò Recai Kutan per conquistare la direzione del partito, fatto che evidenziò le divisioni interne; nel primo congresso, tenutosi il 14 maggio 2000, Kutan vinse con 633 voti, mentre Gül ne ottenne 521.
Esponente del Partito della Virtù fu Merve Kavakçı, parlamentare donna espulsa per aver indossato il velo islamico nella Grande Assemblea Nazionale, il parlamento monocamerale turco, in violazione del disposto legale kemalista.
Il partito fu dichiarato incostituzionale dalla Corte Costituzionale turca e sciolto nel giugno 2001 sotto l'accusa di violare gli articoli della Costituzione che sancivano la laicità dello Stato. In seguito allo scioglimento, la corrente tradizionalista, guidata da Necmettin Erbakan e da Recai Kutan, diede vita al Partito della Felicità, mentre la fazione riformista confluì nel Partito della Giustizia e dello Sviluppo.

## Risultati elettorali
| Elezione          | Voti      | %     | Seggi     |
| ----------------- | --------- | ----- | --------- |
| Parlamentari 1999 | 4.805.381 | 15,41 | 111 / 550 |